# Турецькі шашки

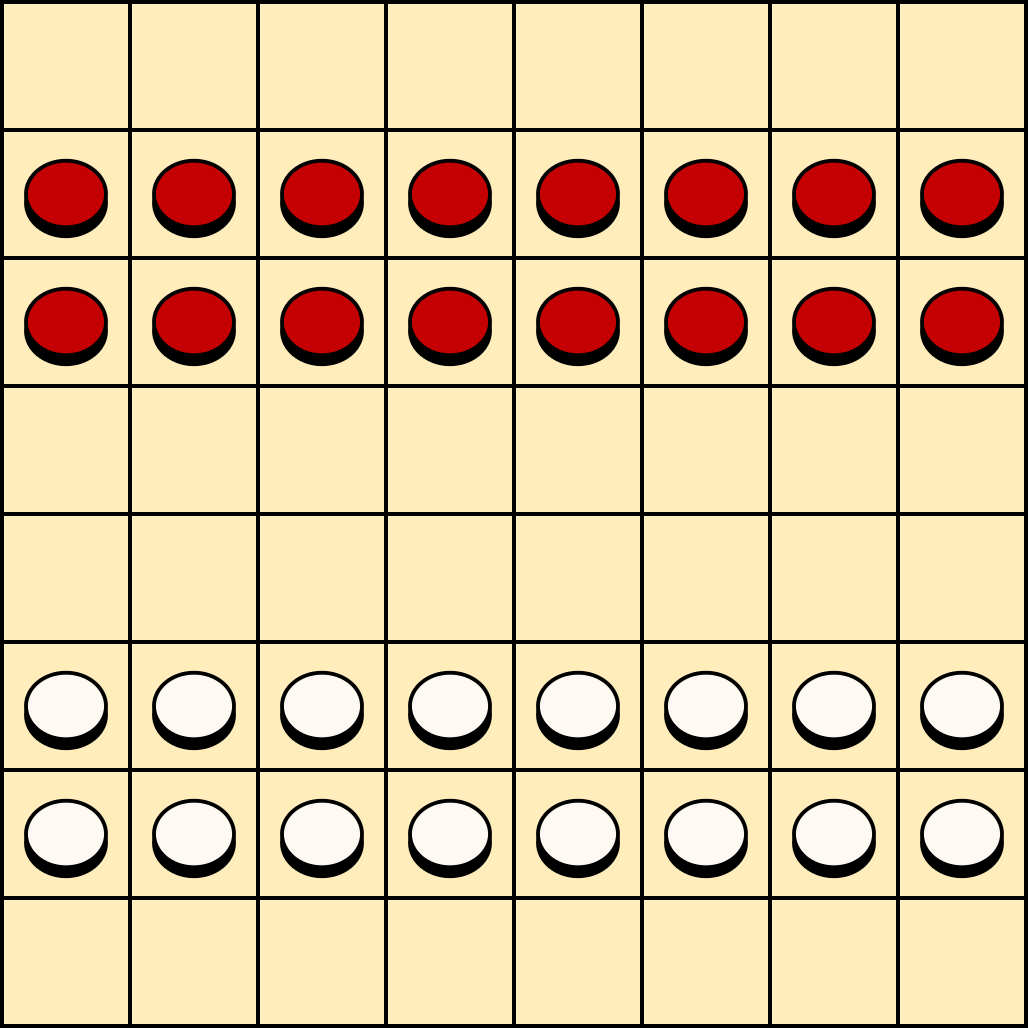
Початкова позиція

Турецькі шашки — один із різновидів гри в шашки, характерною особливістю якого, на відміну від більшості варіантів шашок, є те, що ходи і взяття шашками робляться не по діагоналях, а по вертикалях і горизонталях .

## Правила

### Дошка та початкова розстановка
Для гри в турецькі шашки використовується прямокутна дошка розміром 8 × 8 клітин, наприклад, шашечна. Кольори клітин не мають значення, традиційно використовується полініяна одноколірна дошка. Для гри і запису діаграм, фігури можуть використовуватися як шашкові (шашка / дамка) так і шахові (пішак / ферзь). Ще одна відмінність турецької дошки від показаної на діаграмі і записи партій від звичної для нас: латинські букви і цифри проставляються навпаки — відповідно, справа наліво і зверху вниз. Суперникам перед початком гри надається по 16 шашок, одному — білих, іншому — чорних. Шашки розставляються на другий і третій від гравця горизонталях, по 8 шашок в ряд, при цьому перша від гравця горизонталь залишається вільною .

### Правила ходів
- Звичайна шашка ходить на одне поле вперед, вліво, вправо[1] .
- Дамка ходить на будь-яку кількість порожніх полів вперед, назад, вправо, вліво.

### Правила взяття шашок суперника
- Якщо у гравця при його ході є можливість взяття (бою) шашок супротивника, він зобов'язаний бити. Бій можливий тільки тоді, коли поле за шашкою противника вільне. Якщо з нової позиції шашки, побила шашку супротивника, можна бити далі, бій триває (за один хід можна побити кілька шашок супротивника) .
- Якщо є кілька варіантів бою, гравець зобов'язаний вибрати той, при якому забирається найбільша кількість шашок супротивника. Це належить до взяття і шашками, і дамками.
- Якщо є кілька варіантів бою з рівною кількістю взятих шашок, гравець має право вибрати будь-який з них.
- Звичайна шашка б'є шашку супротивника, що стоїть попереду, праворуч або ліворуч (бити назад заборонено), перескакуючи через неї на наступне поле по вертикалі або горизонталі.
- Дамка б'є шашки противника, які стоять від неї через будь-яку кількість порожніх клітин спереду, ззаду, справа і зліва, якщо наступне за шашкою поле вільно. Як і проста шашка, дамка може за один хід побити кілька шашок супротивника.
- У турецьких шашках відсутнє правило турецького удару: при взятті шашки знімаються з дошки одна за одною по ходу бою, але при цьому дамка не має права під час ударного ходу по вертикалі або горизонталі змінити його напрямок на протилежне, тобто на 180 °[1].

### Перетворення в дамку
- Звичайна шашка, що вступила на восьму горизонталь, стає дамкою .
- Звичайна шашка стає дамкою після завершення ходу. Якщо вона потрапляє на восьму горизонталь в результаті взяття і може бити далі, як звичайна шашка, вона продовжує бити і стає дамкою по завершенні ходу. Продовжити бити, як дамка на цьому ж ходу, вона не може.

### «Джентльменські правила»
Крім правил ходів, турецькі шашки вимагають від гравців дотримання додаткових правил етикету («джентльменські правила»). Згідно з цими правилами, заборонений обман і використання неуважності суперника :
- Гравець зобов'язаний робити хід на очах суперника.
- Якщо в результаті ходу гравця шашки суперника виявляються під боєм, гравець зобов'язаний попередити про це суперника.
- Якщо звичайна шашка гравця досягла сьомої горизонталі, він зобов'язаний звернути на це увагу суперника («скоро буде дамка»).
- Якщо звичайна шашка гравця досягла восьмої горизонталі, він зобов'язаний оголосити про це суперникові («дамка»).

### Завершення гри і визначення переможця
- Виграє той, хто зміг знищити усі шашки противника, або позбавити їх можливості ходу («замкнути»), або той, хто залишився з кількома своїми звичайними шашками проти однієї звичайної шашки противника .
- Якщо на дошці залишилося по одній шашці — оголошується нічия[3].
- Можлива нічия за згодою гравців.

## Тактика
| Шаблон:Шахматная диаграмма 8x8 | Шаблон:Шахматная диаграмма 8x8 | Шаблон:Шахматная диаграмма 8x8 |

| Шаблон:Шахматная диаграмма 8x8 | Шаблон:Шахматная диаграмма 8x8 | Шаблон:Шахматная диаграмма 8x8 |

З 2014 року проводяться чемпіонати світу . Першим чемпіоном став представник Туреччини міжнародний гросмейстер Фаїк Йилдиз, на даний момент (2016) він є володарем усіх 4 розіграних звань чемпіона світу. У травні 2015 в рамках чемпіонату Азії пройшов чемпіонат Азії по турецьким шашкам, в якому переміг Alali Jasem з Кувейту. У 2016 році відбувся перший чемпіонат світу серед жінок, переможницею якого стала росіянка Дар'я Ткаченко.